# Alestopetersius smykalai
Alestopetersius smykalai és una espècie de peix de la família dels alèstids i de l'ordre dels caraciformes.
És un peix d'aigua dolça i de clima tropical (23 °C-27 °C).
Es troba a Àfrica: riu Níger.
Els mascles poden assolir 6 cm de longitud total.
Les seues principals amenaces són la degradació del seu hàbitat (a causa de l'extracció de petroli, el dragatge de canals i l'expansió agrícola), la construcció de preses al llarg del riu Níger en els darrers 25 anys (la qual cosa ha pertorbat significativament l'equilibri hidrològic del curs inferior d'aquest riu), l'explosió demogràfica i, probablement també, la introducció d'espècies exòtiques.